# Arnold Schönberg
Arnold Schönberg (ur. 13 września 1874 w Wiedniu, zm. 13 lipca 1951 w Los Angeles) – austriacki kompozytor, teoretyk muzyki i pedagog żydowskiego pochodzenia; pionier muzyki dodekafonicznej i atonalności. Przedstawiciel drugiej szkoły wiedeńskiej, zaliczany do pierwszych modernistów.

## Życiorys

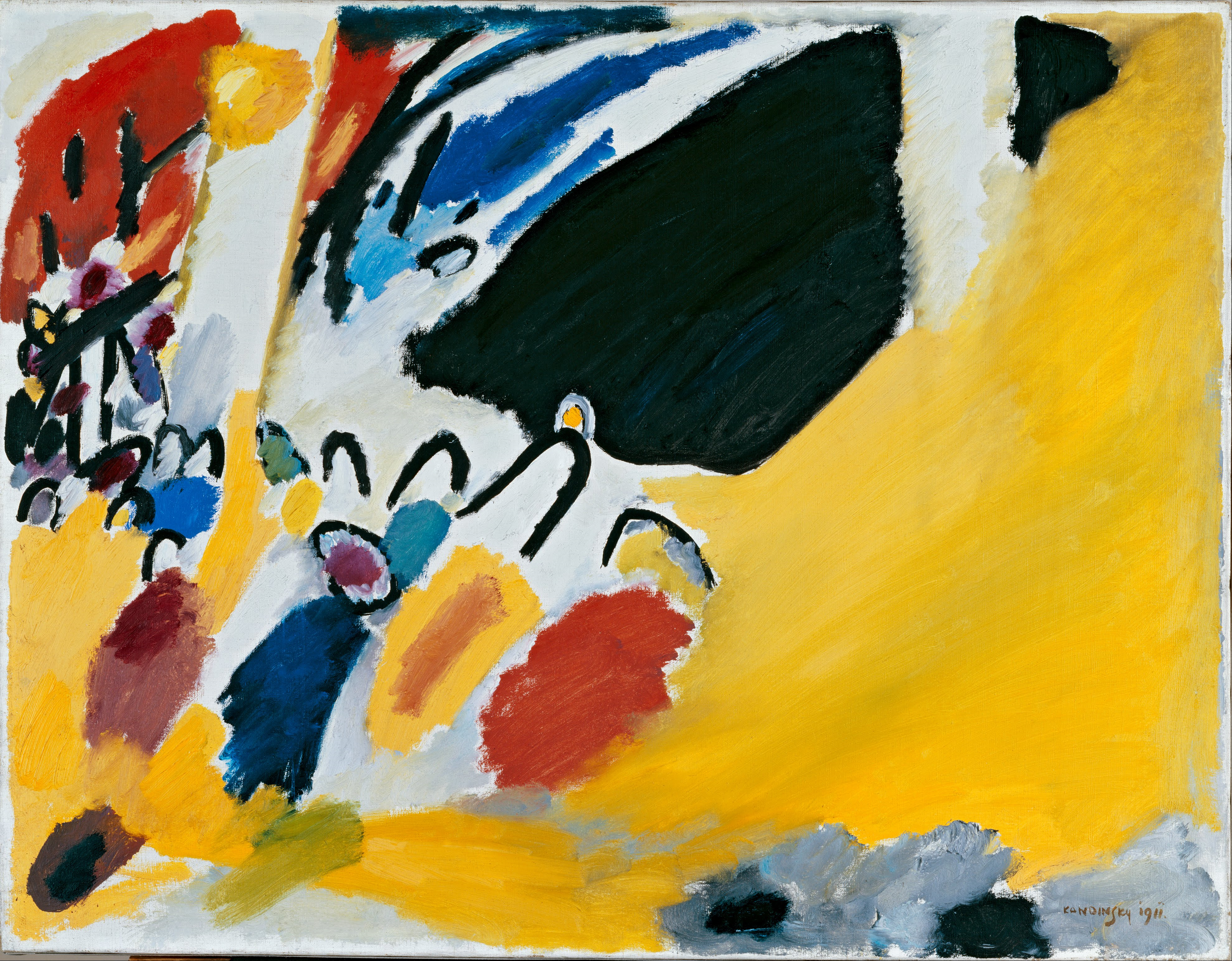
Wassily Kandinsky namalował obraz pt. Impresja III (Koncert) pod wrażeniem koncertu Schönberga, którego wysłuchał w 1911 roku

Schönberg urodził i wychowywał się w rodzinie należącej do niższej klasy średniej, ojciec był właścicielem sklepu obuwniczego, a matka – nauczycielką gry na fortepianie. Mimo jej zajęcia w głównej mierze był muzycznym samoukiem. Rozpoczął od gry na skrzypcach, w której osiągnął poziom amatorski. Bardziej niż karierą instrumentalisty zainteresowany był komponowaniem. Elementarne wiadomości dotyczące kompozycji harmonii i kontrapunktu zdobył na kursach organizowanych przez znanych, wiedeńskich pedagogów muzycznych – Oskara Adlera i Alexandra von Zemlinsky’ego. Za ważne źródło swojej wiedzy podawał też ówczesne podręczniki i encyklopedie. Nie ukończył jednak konserwatorium muzycznego.
Pierwszy okres twórczości Schönberga wpisany jest w pejzaż późnego romantyzmu. W muzyce tego okresu wyraźnie słychać wpływy Mahlera i Straussa. Najistotniejszą w twórczości kompozytora była druga dekada XX wieku, gdy zaczyna eksperymentować z atonalnością (sam Schönberg używa terminu pantonalność). Wtedy też przyciąga do siebie młodych awangardzistów, przede wszystkim Albana Berga i Antona Weberna, dla których staje się nauczycielem i mentorem. Jego uczniem był też Hanns Eisler.
Pierwszym w pełni dodekafonicznym dziełem była Suita fortepianowa, której premiera odbyła się w 1923. Schönberg był kompozytorem uniwersalnym. W jego katalogu można znaleźć szerokie spektrum form od pieśni i muzyki chóralnej, przez utwory na małe zespoły instrumentalne, muzykę kameralną do dzieł symfonicznych. Interesowała go także synteza sztuk.
W 1933 z powodu prześladowania Żydów w Niemczech, Schönberg wyemigrował do USA. W 1941 został obywatelem amerykańskim. Kontynuował pracę kompozytorską często powracając do tradycyjnych tonalnych form. W tym okresie Schönberg stworzył atonalne dzieło dla recytatora, chóru męskiego i orkiestry A Survivor from Warsaw (Ocalony z Warszawy), skomponowane w 1947, dedykowane Natalii Koussewickiej i poświęcone likwidacji przez Niemców getta warszawskiego. Schönberg, który wierzył w przesąd o feralności liczby trzynaście (triskaidekafobia; nawet takty mają u niego numery: 12, 12A, 14), zmarł 13 lipca 1951 w Los Angeles.

## Życie prywatne
Jego żoną była Mathilde z domu von Zemlinsky, siostra kompozytora Alexandra von Zemlinsky’ego. Małżeństwo to przetrwało kryzys, jakim był romans Mathilde z Richardem Gerstlem, zakończony jego samobójczą śmiercią. Arnold i Mathilde Schönbergowie mieli córkę Gertrud (1902–1947) i syna Georga (1906–1974). Gertrud wyszła za mąż za Feliksa Greisslego, który był uczniem jej ojca, a następnie redaktorem i aranżerem oraz dyrygentem wielu prawykonań dzieł Schönberga.
Arnold Schönberg został pochowany na Cmentarzu Centralnym w Wiedniu.

## Kompozycje
Zobacz: lista dzieł Arnolda Schönberga